# Drago Šabec
Drago Šabec, slovenski veterinar, * 21. oktober 1930, Rakitnik, † avgust 2023

## Življenje in delo
Osnovno šolo je obiskoval v Štivanu in Matenji vasi, prvi razred trgovske šole in prvi razred italijanske gimnazije pa v Postojni. Po osvoboditvi je nadaljeval s šolanjem na postojnski gimnaziji in leta 1950 maturiral. Po maturi je študiral na zagrebški veterinarski fakulteti in tam oktobra 1956 diplomiral. Po odsluženju vojaškega roka je jeseni 1958 odšel na strokovno izpopolnjevanje v Nemčijo. Dva semestra je opravil na veterinarski visoki šol v Hannovru, kjer je specializiral iz etiologije in patomorfologije osteoartoze ter 1960 dosegel doktorat. Od januarja 1961 do maja 1965 je služboval na Veterinarskem zavodu Slovenije v Ljubljani. Tam je opravil strokovni izpit in bil marca 1961 izvoljen  za znanstvenega sodelavca. V letih 1965−67 je bil asistent na kliniki za farmske živali veterinarskega oddelka Biotehniške fakultete v Ljubljani, aprila 1974 habilitiran za predmet Bolezni in zdravstveno varstvo prašičev, junija 1971 je bil izvoljen za docenta, 1984 pa za rednega profesorja istega predmeta. Objavil je več raziskav, znanstvenih poročil, učbenikov in knjig. Njegova bibliografija obsega 71 zapisov.  
Pokopan je na ljubljanskih Žalah.

## Izbrana bibliografija
- Barvni atlas o boleznih prašičev (COBISS)
- Zdravstveno stanje prašičev na slovenskih kmetijah (COBISS)
- Slinavka in parkljevka pri prašičih (COBISS)